# Lionel Van Praag
Lionel Maurice Van Praag (ur. 17 grudnia 1908 w Sydney, zm. 15 maja 1987 w Greenslopes) – australijski żużlowiec.

## Życiorys

### Kariera sportowa
Został pierwszym w historii indywidualnym mistrzem świata. Czterokrotnie był finalistą IMŚ, za każdym razem te finały odbywały się na stadionie Wembley.

### II wojna światowa
W życiu pierwszego mistrza ważną rolę, oprócz żużla, odegrało lotnictwo. Van Praag czynnie uczestniczył w II wojnie światowej. W 1942 roku sierżant Van Praag był w załodze samolotu RAAF DC-2 A30-8, który został zaatakowany przez japoński samolot. Lionel wraz z załogą samolotu zostali ranni. Za swoje zasługi otrzymał Medal Jerzego (za bohaterstwo w walkach lotniczych).

## Osiągnięcia
Indywidualne mistrzostwa świata
- 1936 –  Londyn – 1. miejsce – 26+3 pkt → wyniki
- 1937 –  Londyn – 7. miejsce – 17 pkt → wyniki
- 1938 –  Londyn – 4. miejsce – 18 pkt → wyniki
- 1939 –  Londyn – Turniej odwołany z powodu wybuchu II wojny światowej → wyniki

Indywidualne mistrzostwa Australii
- 1940 – Sydney – 3. miejsce → wyniki
- 1941 – Sydney – 2. miejsce → wyniki
- 1946 – Sydney – 2. miejsce → wyniki
- 1947 – Sydney – 2. miejsce → wyniki – klasa 3 Lap
- 1947 – Maribyrnong – 2. miejsce → wyniki – klasa 2 Lap
- 1948 – Sydney – 14. miejsce → wyniki – klasa 2 Lap
- 1948 – Sydney – 12. miejsce → wyniki – klasa 3 Lap

## Odznaczenia
- Medal Jerzego

## Upamiętnienie
W 2000 roku rząd Australijskiego Głównego Terytorium zadecydował, aby nadać placom i ulicom w Dywizji Gordon nazwiska australijskich sportowców, w tym Lionela Van Praaga.